# 格雷斯鎮區 (北達科他州大福克斯縣)
格雷斯鎮區（英語：Grace Township）是位於美國北達科他州大福克斯縣的一個鎮區。

## 地方資料
格雷斯鎮區的面積為94.27平方千米，當中陸地面積為94.22平方千米，而水域面積為0.04平方千米。根據2020年美國人口普查的數據，當地共有人口83人，而人口密度為每平方千米0.88人。